# Concejo Regional Yoav
Yoav (en hebreo: מועצה אזורית יואב) es un concejo regional del Distrito Meridional de Israel. El municipio de Yoav sirve a los siguientes núcleos de población:

### Aldea árabe
| nombre | hebreo  |
| ------ | ------- |
| Al-Azy | אל -עזי |

### Asentamientos
| nombre | hebreo |
| ------ | ------ |
| Kedma  | קדמה   |
| Vardon | ורדון  |

### Kibutzim
| nombre       | hebreo     |
| ------------ | ---------- |
| Bet Guvrín   | בית גוברין |
| Bet Nir      | בית ניר    |
| Galón        | גלאון      |
| Kfar Menajem | כפר מנחם   |
| Kibutz Gat   | קיבוץ גת   |
| Negba        | נגבה       |
| Revadim      | רבדים      |
| Sde Yoav     | שדה יואב   |

### Moshavim
| nombre     | hebreo    |
| ---------- | --------- |
| Kfar Harif | כפר הרייף |
| Nahalá     | נחלה      |
| Segulá     | סגולה     |